# Конституция Португалии
Конституция Португалии (порт. Constituição da República Portuguesa) — основной закон страны. Ныне действующая Конституция принята в 1976 году после революции гвоздик. В её текст были внесены поправки в 1982, 1989, 1992, 1997, 2001, 2004 и 2005 годах.

## История
Конституционный процесс в Португалии начался после революции 1820 года, первая конституция страны была принята в 1822 году, после чего Португалия стала конституционной монархией. Следующая конституция была принята в 1838 году. После революции 1910 года, которая привела к ликвидации монархии и установлению республики, в 1911 году была принята новая конституция.
После государственного переворота 28 мая 1926 года страну возглавил генерал Антониу Оскару ди Фрагушу Кармоне, который сначала стал временным президентом, а затем переизбирался президентом вплоть до своей смерти в 1951 году. По поручению Кармоны в 1932 году премьер-министр Антонио ди Салазар подготовил проект новой конституции, принятой в 1933 году на общенациональном референдуме. По итогам референдума за конституцию проголосовали 719 364 человек, 5955 человек проголосовали против, 488 840 голосовавших воздержались, но их голоса были засчитаны в поддержку конституции. Новая Конституция устанавливала де-юре нормы режима так называемого Нового государства. Основанная на идеологии корпоративизма, конституция Португалии 1933 года была объявлена «первой корпоративной конституцией в мире». Согласно конституции 1933 года, президент страны избирался на 7 лет и назначал премьер-министра и министров. Правительство формально отвечало перед президентом, а не перед парламентом. Парламент Португалии (Ассамблея) состоял из 120 депутатов, избиравшихся на 4 года. Законодательной инициативой обладали и правительство, и ассамблея, но ассамблея носила декоративный характер и не могла принимать решения, которые увеличивали бы расходы или снижали доходы. Руководители 18 провинций назначались центральной исполнительной властью. Была создана корпоративная палата — консультативный орган, избиравшийся культурными и профессиональными ассоциациями, созданные режимом и ему же подконтрольными, а также организациями предпринимателей. Свобода слова, собраний, печати в конституции предусматривались, но в то же время в ней содержалась статья, дававшая правительству полномочия ограничить эти свободы «для общей пользы». Правящей и единственной партией, согласно конституции, являлся Национальный союз. Проводились выборы, но они всегда оспаривались оппозицией, которая обвиняла власти в фальсификации результатов.
После «революции гвоздик» в 1975 году было избрано Учредительное собрание, которое разработало текст новой конституции. В основном работа была завершена в 1975 году, проект конституции был официально обнародован в начале 1976 года. Работа над текстом конституции шла в сложной политической обстановке — Движение вооружённых сил и различные левые группы оказывали давление на Учредительное собрание, в стране шли многочисленные дискуссии о социалистическом характере системы власти, не все члены Учредительного собрания были приверженцами парламентской демократии. 2 апреля 1976 года Учредительное собрание приняло текст новой Конституции, действующей до настоящего времени с рядом поправок.
Первые поправки были внесены в Конституцию Португалии 30 октября 1982 года. В частности, ими упразднялся Революционный совет Португалии, заменённый Государственным советом; изымалось упоминание о строительстве в стране социализма. Также восстанавливалась частная собственность на землю и вводился Конституционный суд.
1 июня 1989 года в тексте конституции были изменены или исключены 11 статей: касающиеся революции 1974 года и социалистической ориентации; мажоритарная система выборов заменена представительной, появился общенациональный избирательный округ вместо местных округов; сокращено число депутатов Национального Собрания.

## Структура и содержание
Конституция 1976 года состоит из 4 частей, включает 296 статей и 32 тысячи слов.
Разделы конституции:
Преамбула
Часть 1. Основные права и обязанности
- Общие принципы
- Права, свободы и гарантии
  - Личные права, свободы и гарантии
  - Права, свободы и гарантии политического участия
  - Права, свободы и гарантии трудящихся
- Экономические, социальные и культурные права и свободы
  - Имущественные права и обязанности
  - Социальные права и обязанности
  - Культурные права и обязанности

Часть 2. Экономическая организация
- Общие принципы
- Планирование
- Сельскохозяйственная, торговая и промышленная политика
- Финансовая и налоговая система

Часть 3. Организация политической власти
- Общие принципы
- Президент Республики
- Собрание Республики
- Правительство
- Суды
- Конституционный суд
- Автономные области
- Местное самоуправление
- Государственное управление
- Национальная оборона

Часть 4. Гарантии и пересмотр Конституции
- Контроль за соблюдением Конституции
- Пересмотр Конституции.